# Chiesa dei Santi Sebastiano e Rocco (Cento)
La chiesa dei Santi Sebastiano e Rocco è una chiesa sussidiaria a Cento in provincia di Ferrara. Risale al XVII secolo.

## Storia
Una disposizione testamentaria che risale all'inizio del XVI secolo indusse la comunità a pensare alla costruzione di un luogo di culto, a Cento, dedicato a San Sebastiano e San Rocco, anche per seguire una tradizione di preghiera per questi due santi legata alle epidemie di peste tanto diffuse all'epoca. Alla nascita della chiesa fu legata anche la fondazione di una confraternita con la sede nella stessa.
La costruzione iniziò nel 1521 e fu conclusa nel 1552.
A partire dal 1630 la chiesa venne ampliata nella sala, ebbe un nuovo atrio, furono costruiti la facciata e la torre campanaria.
Nel XVIII secolo fu oggetto di interventi importanti in due momenti diversi. Nel 1738 venne rinforzata la copertura del tetto e questo comportò anche un restauro degli interni col rifacimento della volta della navata.  
Tra il 1764 e il 1770 venne ampliata ulteriormente.
Intanto, nel 1749, venne elevata a dignità parrocchiale con bolla papale di Benedetto XIV.
Nella seconda metà del XIX secolo fu oggetto di restauri conservativi che riguardarono in particolare il portico e in seguito divenne chiesa sussidiaria nella parrocchia di San Pietro.
Venne dedicata ai Santi Sebastiano e Rocco nel 1915 e, nel secondo dopoguerra del XX secolo, fu chiusa al culto. 
Un cantiere per la costruzione di un edificio nelle immediate vicinanze nel 1964 provocò, durante l'esecuzione dei relativi scavi, un danno enorme alla struttura costringendo in seguito alla demolizione sia della torre campanaria sia di parte della facciata.
Tra il 1978 e il 1987 l'edificio venne consolidato nelle parti che erano rimaste intatte.
Nel 2019 è stato donata alla parrocchia una copia del dipinto raffigurante San Sebastiano e San Rocco attribuito a Ubaldo Gandolfi. In origine l'opera era collocata nell'edificio e poi venne distrutta da un incendio.